# Тяпкина, Елена Алексеевна
Еле́на Алексе́евна Тя́пкина (10 мая 1900, Москва — 9 ноября 1984, там же) — советская актриса театра и кино, заслуженная артистка РСФСР, член ВКП(б) с 1950 года.

## Биография
Елена Тяпкина родилась 27 апреля (10 мая) 1900 года в Москве. До 1920 года была секретарём внешкольного отдела Наркомпроса, работала у Н. К. Крупской, вместе с которой часто слушала речи Ленина, под влиянием которых увлеклась идеями строительства нового общества. Решила идти в актрисы.
Училась в Студии революционной сатиры, затем в Высших театральных мастерских. С 1923 по 1927 гг. и с 1929 по 1936 гг. работала в театре Мейерхольда, с 1927 по 1931 гг. — в  Московском театре Революции и с 1943 по 1949 гг. — в Московском театре драмы (ныне — Московский академический театр имени Вл. Маяковского). Кроме того, Елена Алексеевна работала в Ростовском театре драмы имени М. Горького в Ростове-на-Дону (1936 — 1938 гг.), в Малом театре (с 1 сентября 1938 г. по 1 июня 1941 г.), в 1941 — 1943 гг. — артистка ЦОКС.
Первая роль в кино — Настасья в фильме «Каштанка».
Принимала участие в озвучивании мультфильмов «Сказка о попе и его работнике Балде» (1940; Попадья) и «Весенняя сказка» (1941).
Участвовала в радиоспектаклях: Василиса Егоровна («Капитанская дочка» по повести А. С. Пушкина; режиссёр — И. М. Кудрявцев; 1945), Старуха («Серебряное копытце» П. П. Бажова; 1948), Трактирщица («Артёмка» по повести И. Василенко «Волшебная шкатулка»; 1951) и другие.

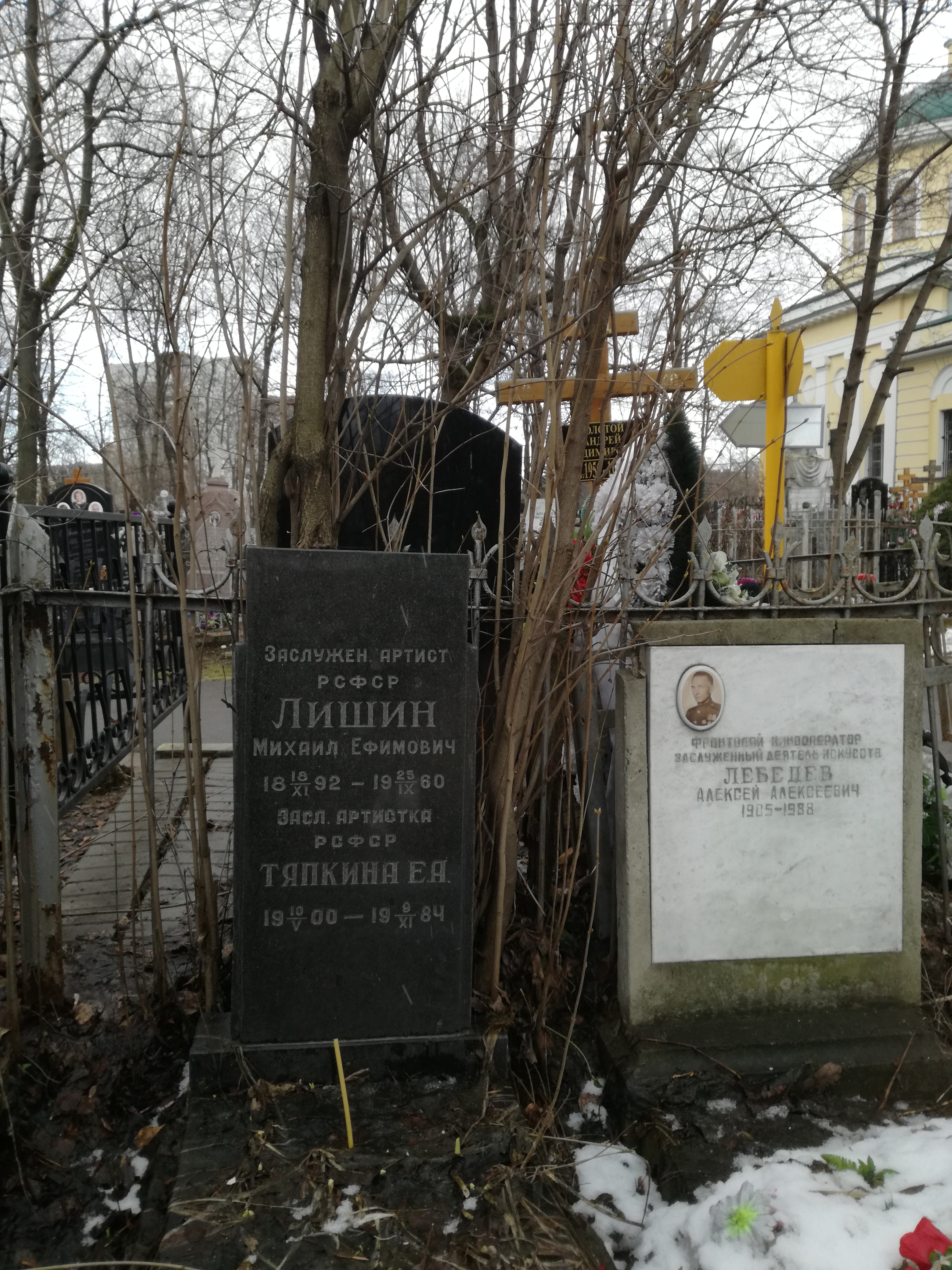
Могила супругов Е. А. Тяпкиной и М. Е. Лишина на Даниловском кладбище

Е. А. Тяпкина умерла 9 ноября 1984 года. Похоронена на Даниловском кладбище в Москве.

##### Семья
- Муж — актёр М. Е. Лишин (1892 — 1960).

- Сын — Глеб, погиб на фронте.

## Роли в театре
Театр имени Мейерхольда
- 1924 — «Лес» А. Н. Островского; постановка Вс. Э. Мейерхольда — Гурмыжская
- 1925 — «Мандат» Н. Р. Эрдмана; постановка Вс. Э. Мейерхольда — Настя

#### Московский академический театр им. Вл. Маяковского
- 1948 — «Хлеб наш насущный» Н. Е. Вирты — Анна Сидоровна Твердова, председатель райисполкома

## Роли в кино
- 1926 — Каштанка —  Настасья
- 1927 — Аня  — эпизод
- 1927 — Дон Диего и Пелагея — попадья
- 1927 — Неоплаченное письмо — Анфиса
- 1928 — Дом на Трубной — мадам Голикова
- 1929 — Матрос Иван Галай — Груня
- 1929 — Приёмыш — Мария Петровна
- 1929 — Сто двадцать тысяч в год — мадам Груздева
- 1934 — Весёлые ребята — мать Елены
- 1936 — Карл Бруннер — тётя Мари Редер
- 1936 — Я люблю — жительница шахтёрского посёлка
- 1938 — На границе — Степанида Власова
- 1939 — Станица Дальняя — Мария Дыбля
- 1940 — Светлый путь — секретарь парткома Мария Сергеевна Пронина
- 1942 — Принц и нищий — крестьянка
- 1943 — Жди меня — Мария Игнатьевна
- 1943 — Во имя Родины — Сафонова
- 1944 — Радуга — Федосья
- 1944 — Родные поля — Тютькова
- 1945 — Это было в Донбассе — Дарья Тимофеевна
- 1947 — Свет над Россией — дама
- 1954 — Запасной игрок — мать Веснушкиных
- 1954 — «Богатырь» идёт в Марто — Грибова, повар
- 1954 — Тревожная молодость — Мария Афанасьевна
- 1955 — Гость с Кубани — Марья Васильевна, мать Насти
- 1956 — Посеяли девушки лён — Варвара Григорьевна
- 1957 — Они встретились в пути — Марья Ивановна (мать Таси)
- 1959 — Поднятая целина — казачка
- 1967 — Возмездие — машинистка
- 1967 — Война и мир — Ахросимова
- 1967 — Анна Каренина — княгиня Мягкая
- 1968 — Свадебные колокола — Софья Назаровна Фисенко
- 1969 — Дворянское гнездо — эпизод
- 1970 — Карусель — жена Нюхина в новелле «О вреде табака»
- 1973 — Дела сердечные — бабушка (с кардиогенным шоком)
- 1980 — Каникулы Кроша — вдова коллекционера нэцке

## Озвучивание мультфильмов
- 1940 — Сказка о попе и его работнике Балде — попадья
- 1949 — Весенняя сказка

## Награды и премии
- Звание "Заслуженный артист РСФСР" (1947)
- Орден Красной Звезды (14.04.1944)
- Орден «Знак Почёта» (01.02.1939) — за исполнение роли Степаниды Власовой в фильме «На границе» (1938)
- медали

## В литературе
Памяти Е. А. Тяпкиной посвящена новелла «Старое кино» В. П. Астафьева («Затеси», тетрадь 3).